# Helianthus paradoxus
 Helianthus paradoxus   é uma espécie do gênero botânico Helianthus, da família das Asteraceae.
É uma espécie ameaçada de girassol encontrada somente em pântanos salinos da região oeste do Texas e Novo México.
O H. paradoxus é provavelmente um híbrido estável da H. annuus, girassol comum, e a H. petiolaris, e é mais resistente ao sal do que uma ou outra espécie paterna. O H. paradoxus foi encontrado em áreas com níveis de salinidade variando entre 10 a 40 partes por mil. Por suportar tais níveis elevados de salinidade a
H. paradoxus é considerada uma planta halófita.